# Johannes Bon
Johannes Bon (* 1774; † 25. Juni 1841) war der fünfte alt-katholische Bischof von Haarlem und der einzige alt-katholische Bischof im 19. Jahrhundert, der nicht vom Papst exkommuniziert wurde.

## Leben
Bis zu seiner Ernennung zum Bischof war Bon Pfarrer in Haarlem gewesen. Wegen der Napoleonischen Kriege konnte er erst am 25. April 1819 die Bischofsweihe empfangen, obwohl das Kapitel in Haarlem ihn bereits 1815 gewählt hatte.